# Chillón
Chillón är en kommun i Spanien.   Den ligger i provinsen Provincia de Ciudad Real och regionen Kastilien-La Mancha, i den centrala delen av landet, 210 km sydväst om huvudstaden Madrid. Antalet invånare är 2 042. Arean är 208 kvadratkilometer. Chillón gränsar till Almadén och Alamillo. 
Terrängen i Chillón är kuperad västerut, men österut är den platt.